# Phoneutria boliviensis
Phoneutria boliviensis is een zeer giftige spin die behoort tot de familie kamspinnen (Ctenidae).
De vrouwelijke exemplaren bereiken een lichaamslengte van ongeveer 4 centimeter en kunnen een spanwijdte hebben van meer dan tien centimeter. Het mannetje blijft ongeveer een derde kleiner. De lichaamskleur is bruin, de bovenzijde van het kopborststuk en het achterlijf zijn in de lengte gestreept. Ondanks zijn grootte behoort deze soort niet tot de vogelspinnen, maar tot de kamspinnen.
De wetenschappelijke soortnaam boliviensis betekent letterlijk in Bolivia levend maar de spin komt ook voor in andere delen van tropisch Zuid- en Centraal-Amerika.
Phoneutria boliviensis is een gevaarlijke soort die zeer giftig is en daarnaast erg snel en bijzonder agressief. Het is een van de zogenaamde bananenspinnen; dit zijn soorten die in landen leven waar bananen worden geteeld. Soorten die zich kunnen handhaven in gecultiveerde gebieden als bananenplantages duiken soms op in de handel. Met name als levende exemplaren worden aangetroffen haalt dit niet zelden de kranten, zoals een exemplaar dat in juli 2009 in Nederland werd ingevoerd en in de buurt van Tilburg werd ontdekt. Het exemplaar werd aangeboden aan Dierenpark De Oliemeulen in Tilburg. De spin was meegelift in een container en had de ontsmetting overleefd. Het vrouwelijke exemplaar had tevens een eicocon afgezet met honderden eitjes.